# 迎水桥镇
迎水桥镇，是中华人民共和国宁夏回族自治区中卫市沙坡头区下辖的一个乡镇级行政单位。

## 行政区划
迎水桥镇下辖以下地区：
迎新社区、绿盛社区、迎水村、黑林村、码头村、鸣钟村、沙坡头村、孟家湾村、长流水村、上滩村、下滩村、营盘水村、牛滩村、夹道村、杨渠村、何滩村、姚滩村和北长滩村。

## 中国传统村落
2012年，北长滩村被评为首批“中国传统村落”。